# HD 45321
HD 45321，又名BD-04 1510，SAO 133257、HR 2325，是一颗恒星，视星等为6.15，位于銀經214.21，銀緯-7.62，其B1900.0坐标为赤經6h 21m 37.7s，赤緯-4° -7.62′ 20″。